# 日本催眠心理学会
日本催眠心理学会（にほんさいみんしんりがっかい、英名 Japan Hypnosis Psychological Association）は催眠や心理臨床科学に関する研究を行っているボランティア団体。対人援助・円滑なコミュニケーション等に役立てるべく会員の資質向上、身分の安定をはかることを目的として2007年に読書会が発足、2008年研究会が発足、正式名称を日本催眠心理学会とする。
事務所を東京都台東区北上野に置いている。

## 事業
主な事業
- 研究会または読書会（月次会合）、学術大会（年次会合）、総会（年次会合）の開催
- 会員の資質と技能の向上・身分の安定、会員相互の連係・協力および情報交換をはかるための諸活動
- 機関誌等の刊行

## 活動
主な活動
- 「心の豊かさ」のためのさまざまな活動
- 月に1～2回程度の研究会開催（初代タイガーマスク[3]の厚意で道場を借りている）